# Victoriano Iraola Aristeguieta
Victoriano Iraola Aristeguieta (Pasaia, Guipúscoa, 23 de març de 1841 - Sant Sebastià, Guipúscoa, 19 de setembre de 1919) va ser un escriptor, dibuixant i litògraf basc. D'origen pasaitarra, va passar tota la seva vida a Sant Sebastià, on es va casar amb Catalina Alvarez Agirre i on va morir.
Iraola va formar part del grup d'escriptors creat a Sant Sebastià entorn de José Manterola. Va ser un hàbil dibuixant, amb nombrosos acudits, retrats i il·lustracions; molts investigadors consideren que va ser pioner del còmic al País Basc. Va aplicar innovacions tècniques avançades en el seu taller de litografia per a, entre altres coses, poder publicar litografies de colors.

## Biografia

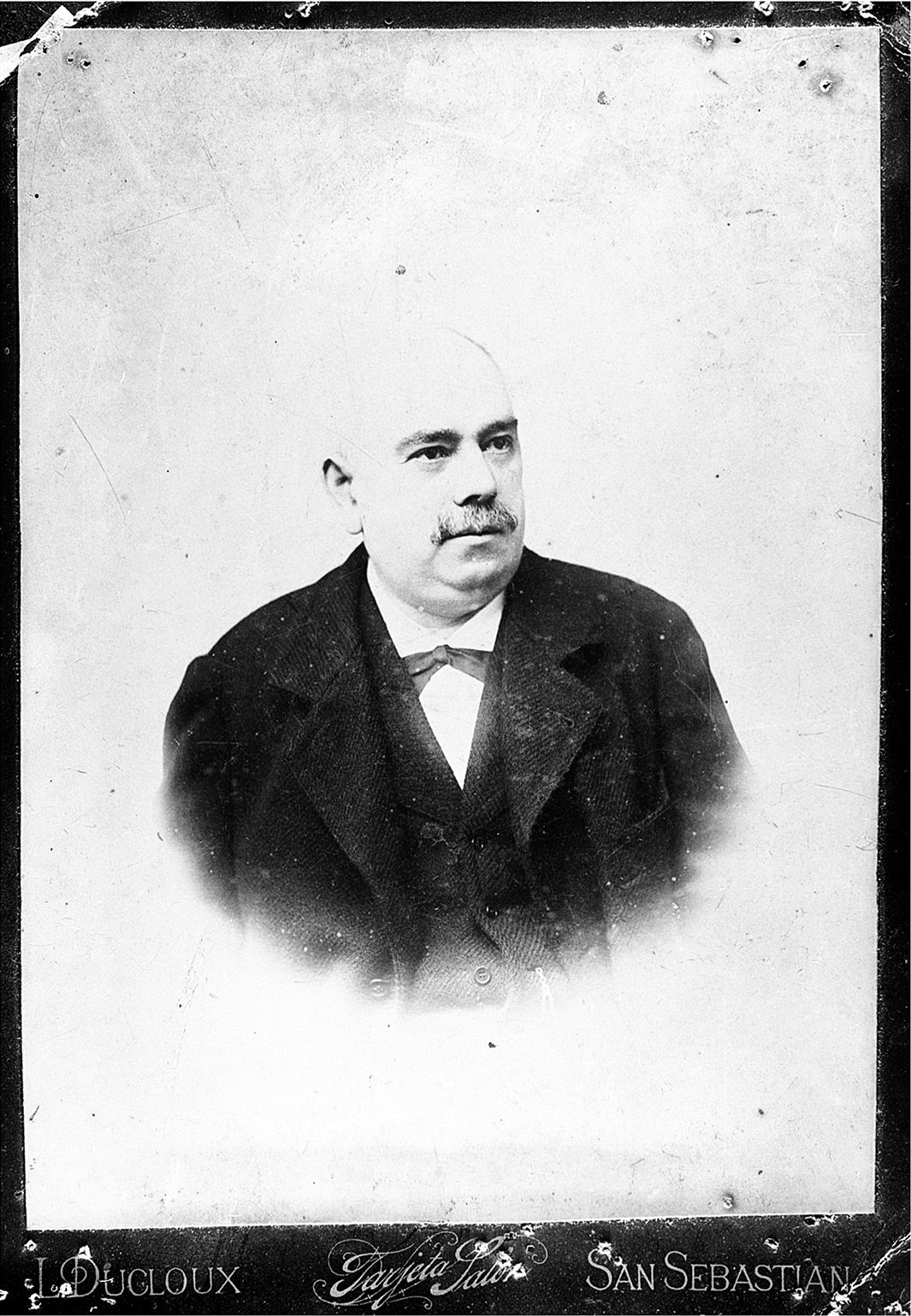
Victoriano Iraola, ca. 1880.

Iraola va ser litògraf professional, amb domicili i taller al carrer Legazpi núm. 5 de Sant Sebastià. Al pati del recinte de la casa tenia un ruc per a moure els útils de la impremta.
Va realitzar tot tipus de treballs en el seu taller de litografia: llibres, revistes, llibrets d'obres de teatre, partitures musicals, calendaris o almanacs, jocs de cartes, etc.
Quant a les innovacions tècniques, sembla que el taller de Victoriano Iraola va ser una litografia avançada: integració d'imatges i textos, ús de colors i maquetació elaborada, especialment en les revistes El Thun Thun i L'Aurresku. El director de totes dues revistes va ser Tiburcio Osácar Echalecu, una figura clau del socialisme navarrès que va ser assassinat en Ibero (Navarra) pels franquistes, res més esclatar la Guerra Civil espanyola. A l'època en què es van publicar les revistes, Osácar treballava al taller litogràfic d'Iraola.

## Escriptor

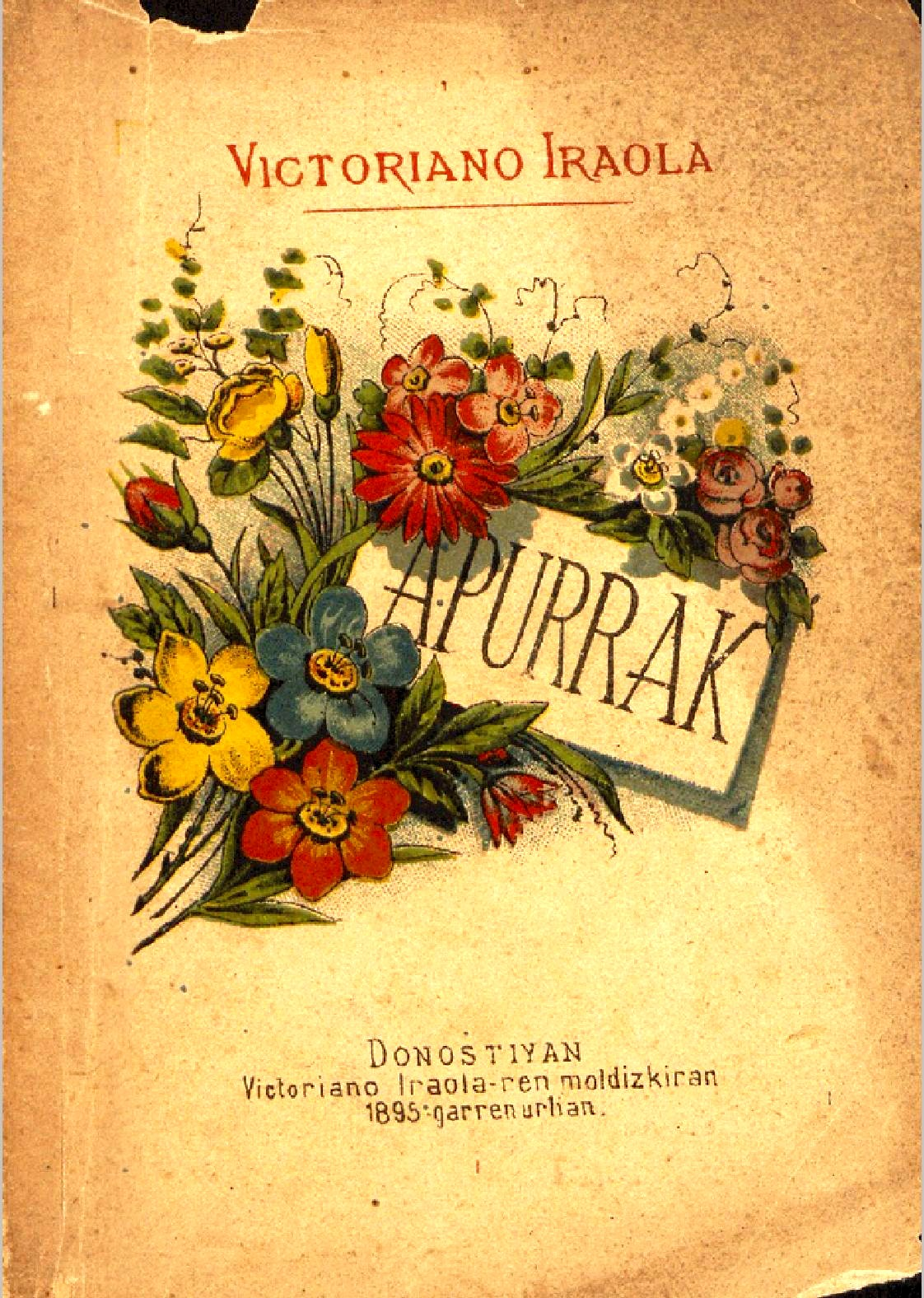

Iraola va desenvolupar les seves obres literàries durant la fi del segle xix i les dues primeres dècades del segle xx; és a dir, a l'època en la qual es va estendre i urbanitzar la ciutat de Sant Sebastià. Encara que pasaitarra de naixement, Iraola va ser donostiarra de vida i de cor.
Quan el País Basc acabava de perdre els furs, a la fi de l'última dècada del segle xix, es va reunir a Sant Sebastià un gran grup d'intel·lectuals, del qual Iraola va formar part, a l'ombra del professor i activista José Manterola Beldarrain,
Iraola va escriure nombrosos poemes en llengua basca, utilitzant tècniques, mesures i temes del bertsolarisme d'improvisació, i els va publicar principalment en revistes o periòdics. Va publicar dos llibres de poemes: Kontuchoak (1886) i Apurrak (1895).
També va escriure contes, sobre temes populars, que va publicar en revistes. El 1962, es van recollir la major part dels contes d'Iraola en el llibre titulat Oroitzak eta beste ipui asko.

## Dibuixant

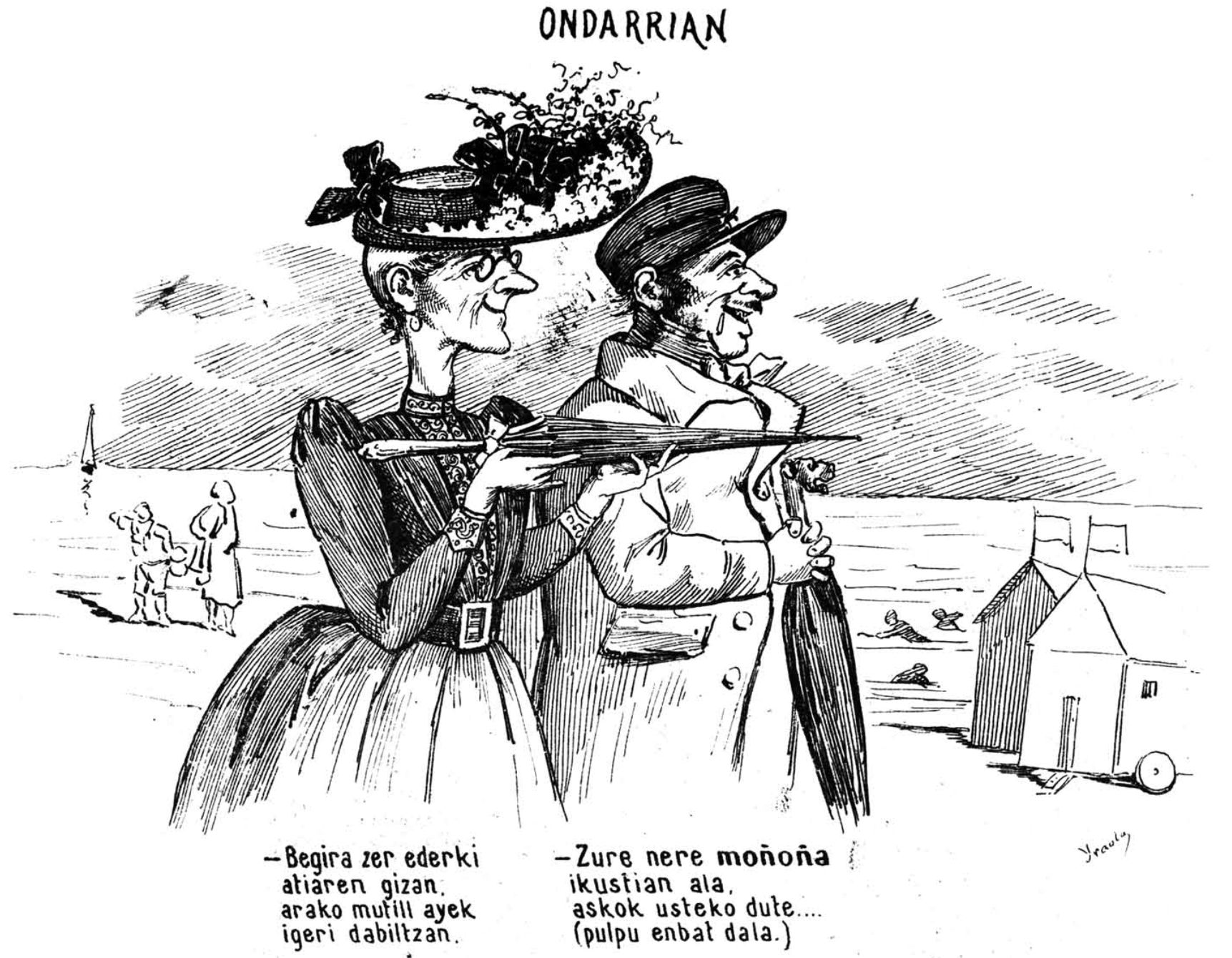

Alguns investigadors assenyalen a Victoriano Iraola com a pioner del còmic al País Basc, i com un dels primers dibuixants de còmic d'Espanya. Sigui com sigui, és clar que va ser un destacat dibuixant, amb acudits d'imatges i textos punyents i incisius, tant en basc com en castellà.
A més de còmics, acudits i il·lustracions, va dibuixar també retrats clàssics o realistes, sobretot de polítics, escriptors, capellans, músics, inventors, artistes i pilotaris; homes gairebé sempre, excepte en el cas dels artistes.

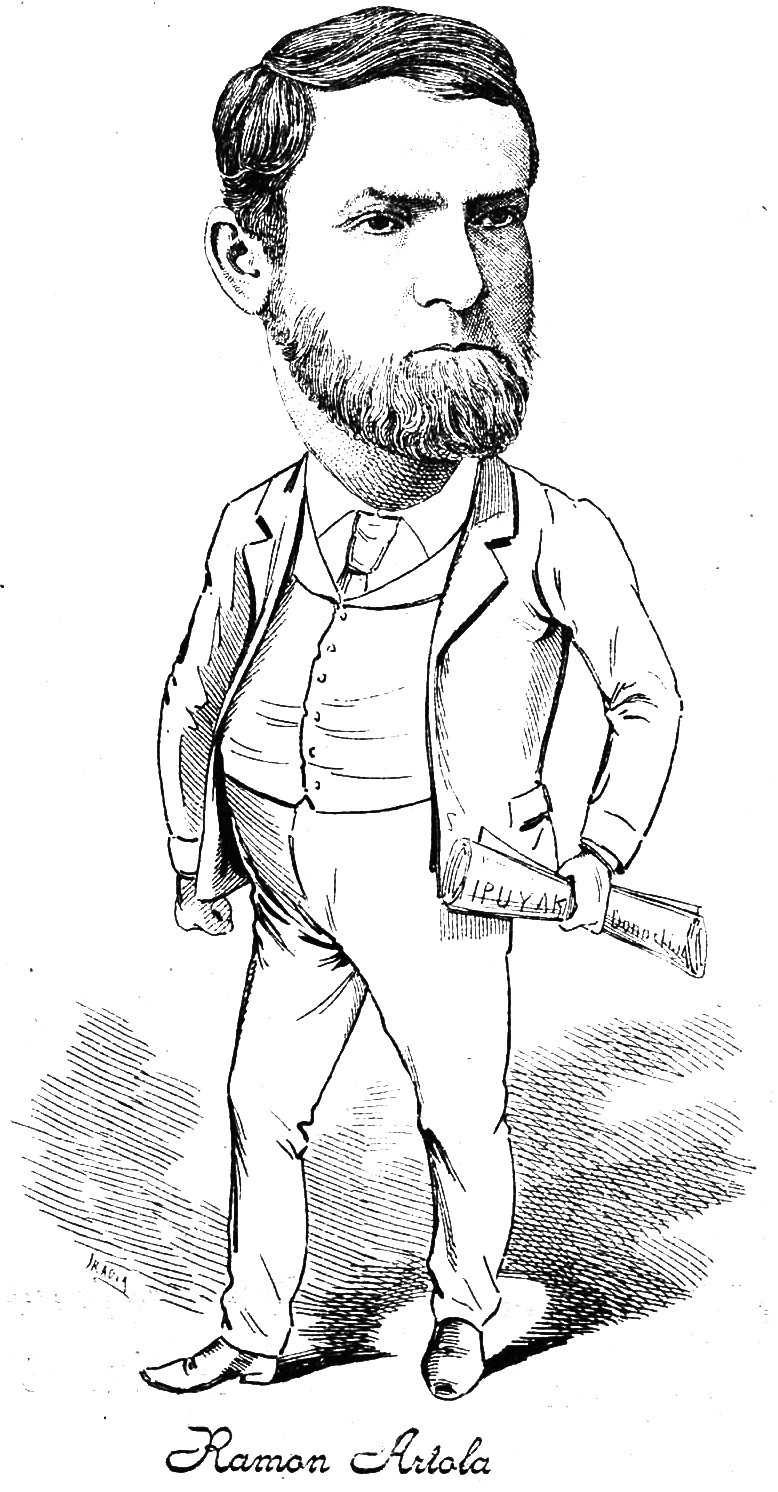

Quan feia retrats de cos sencer, Iraola s'inclinava cap a la caricatura i dibuixava figures amb el cap significativament major. En aquesta tècnica de la caricatura es respectava exactament l'aparença del rostre amb realisme, però amb una proporció més alta del cap, única deformació permesa. Pel que sembla, aquesta tècnica de caricatura es va estendre per França durant el Segon Imperi. Probablement, el seu retrat més conegut és el de l'escriptor romàntic Indalezio Bizkarrondo, Bilintx.

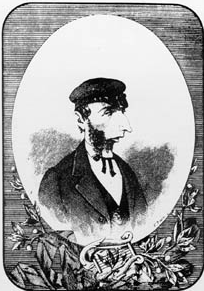

## Gravació sonora
Com a amic íntim de Raimundo Sarriegui, Victoriano Iraola va escriure sovint poemes o obres de teatre perquè fossin publicades o representades amb la música de Sarriegui. Aquest és el cas de la sarsuela Petra, chardiñ saltzallia (1888), de la qual el 1924 es va fer una gravació, amb la veu del baríton basc Celestino Sarobe i acompanyament d'orquestra, enregistrament que es pot escoltar a la xarxa.

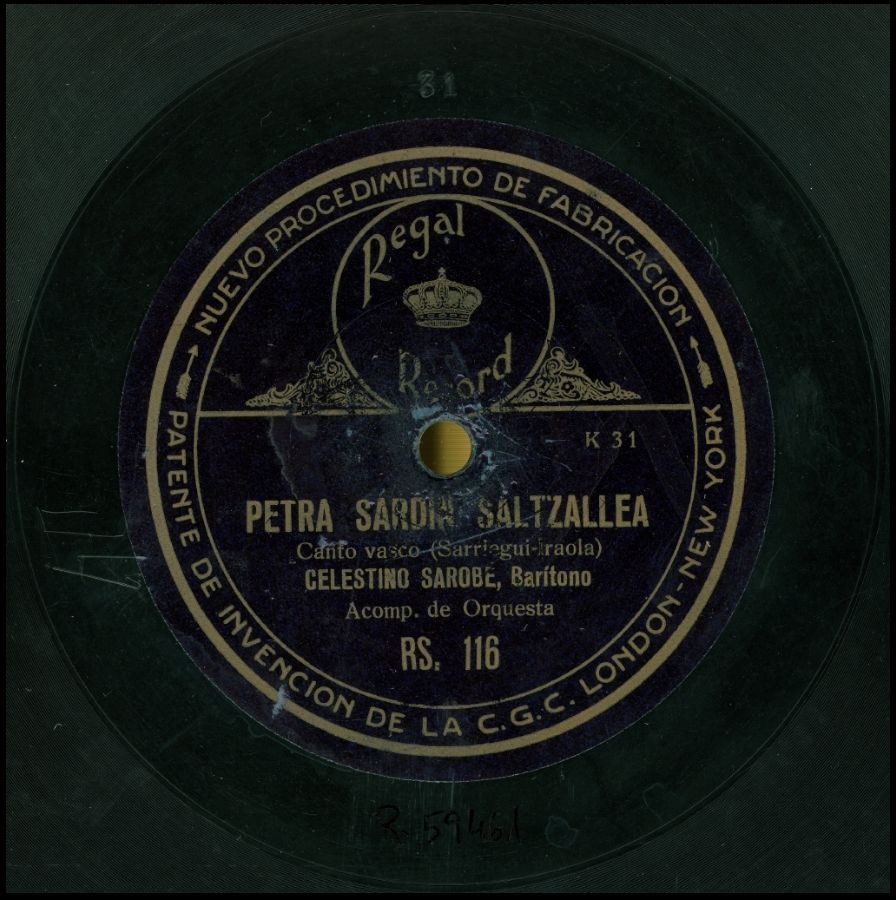